# The Scandinavian Journal of Economics
The Scandinavian Journal of Economics est une revue académique en économie créée en 1899. 
La revue a d'abord été créée sous le nom de Ekonomisk Tidskrift par David Davidson, est devenue The Swedish Journal of Economics en 1965 puis The Scandinavian Journal of Economics en 1976. 